# 大坂城残石記念公園
大坂城残石記念公園（おおさかじょうざんせききねんこうえん）は香川県小豆郡土庄町小海（おみ）にある土庄町立の公園である。史跡「大坂城石垣石切とび越丁場跡および小海残石群」を中心に大坂城残石資料館、道の駅（道の駅大坂城残石記念公園）およびみなとオアシス（みなとオアシス大坂城残石記念公園）の施設などを有している。

## 概要
小豆島北岸、土庄町小海の北浦港にある県指定史跡「大坂城石垣石切とび越丁場跡および小海残石群」と一体化してその西隣に整備された都市公園で、1999年に開園した。開園の際には大坂城築城に携わった大名細川氏の末裔である細川護煕を迎えた。
史跡「大坂城石垣石切とび越丁場跡および小海残石群」では、1640年代に大坂城修築の用途で近隣の丁場から切り出されて港まで運搬され、船に積まれる予定であった40個の残石が現存しており、それに隣接して大坂城残石資料館の施設群が整備された。
大坂城残石資料館は残石棟、切り出し棟、運搬棟、加工棟、創作体験棟、石と化石の棟、小海の舞台棟で構成されており、小海に点在する大阪城石垣切石丁場の史跡や豊臣秀吉の大坂城築城時から徳川時代の大坂城の石垣に関する古文書を含む資料、および当時の石工の工具などを主に展示する。また運搬棟の屋外では石の運搬に用いた修羅の展示および建設した泊に筏を展示して、大坂城修復当時の巨石輸送の様子を再現している。ほか、石と化石の棟では小海などで産出された化石の展示、小海の舞台棟では伊喜末八幡宮秋祭りの「だし」を展示している。
当公園は、せとうち海の路・北浦港と香川県道26号土庄福田線に接しており、海陸共用の施設であることから、みなとオアシスと道の駅に重複して登録されている。

## 施設
- 大坂城残石資料館 - 残石棟、切り出し棟、運搬棟、加工棟、創作体験棟、石と化石の棟、小海の舞台棟
- おみの里 - 軽食コーナー、お土産コーナー
- 情報コーナー（休憩所）

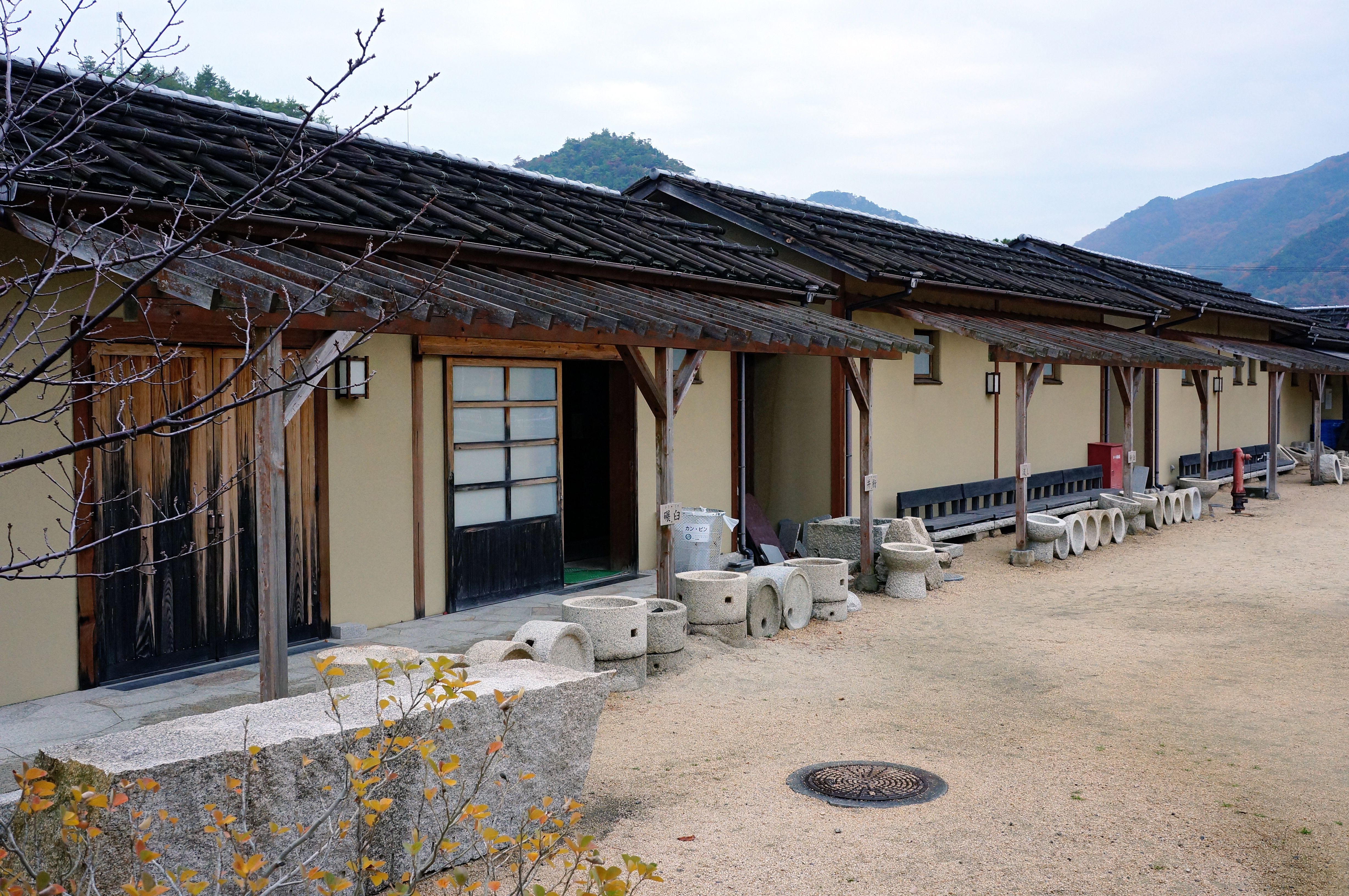
石工小屋を模した大坂城残石資料館外観
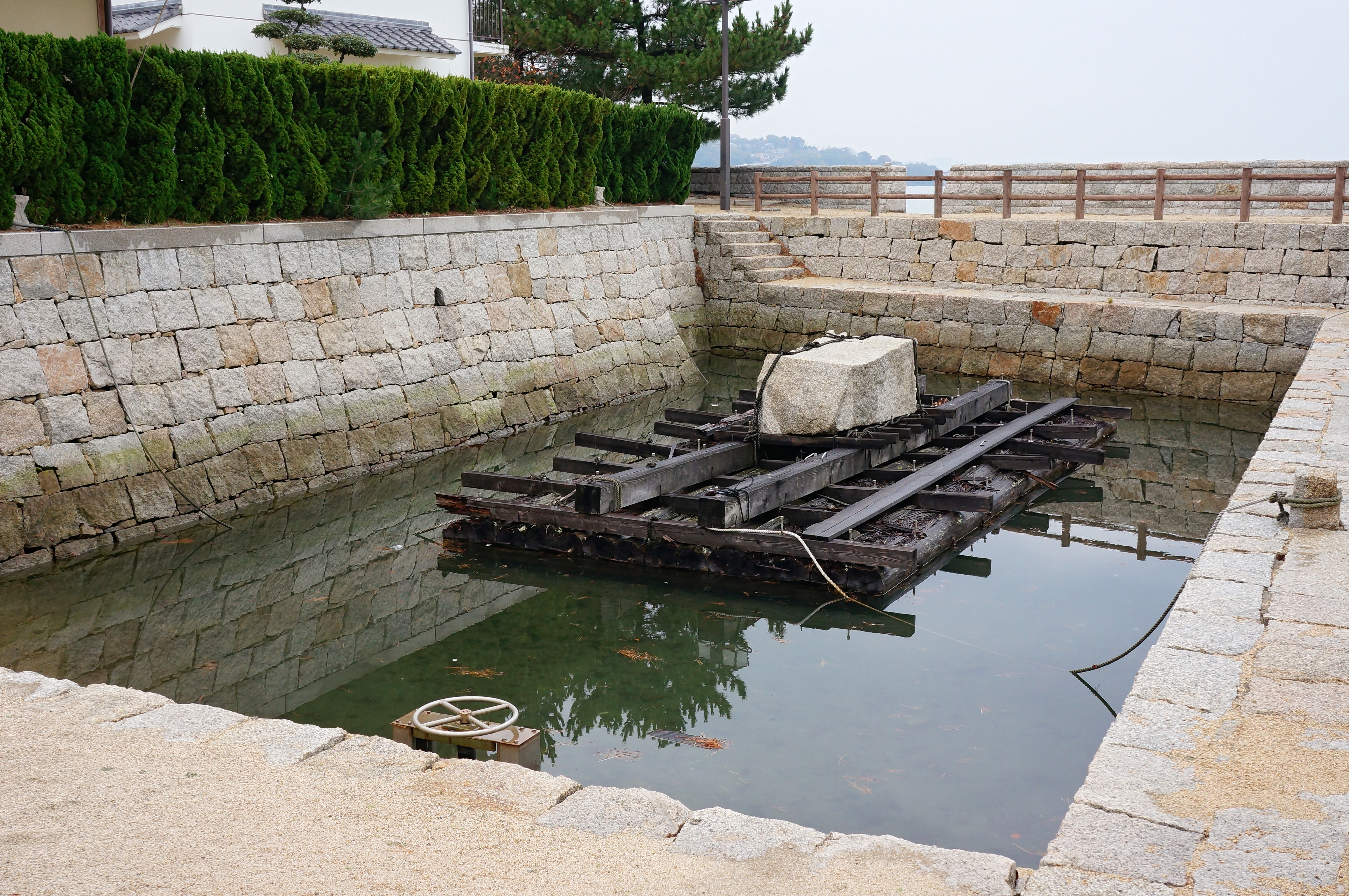
運搬棟外部展示の筏
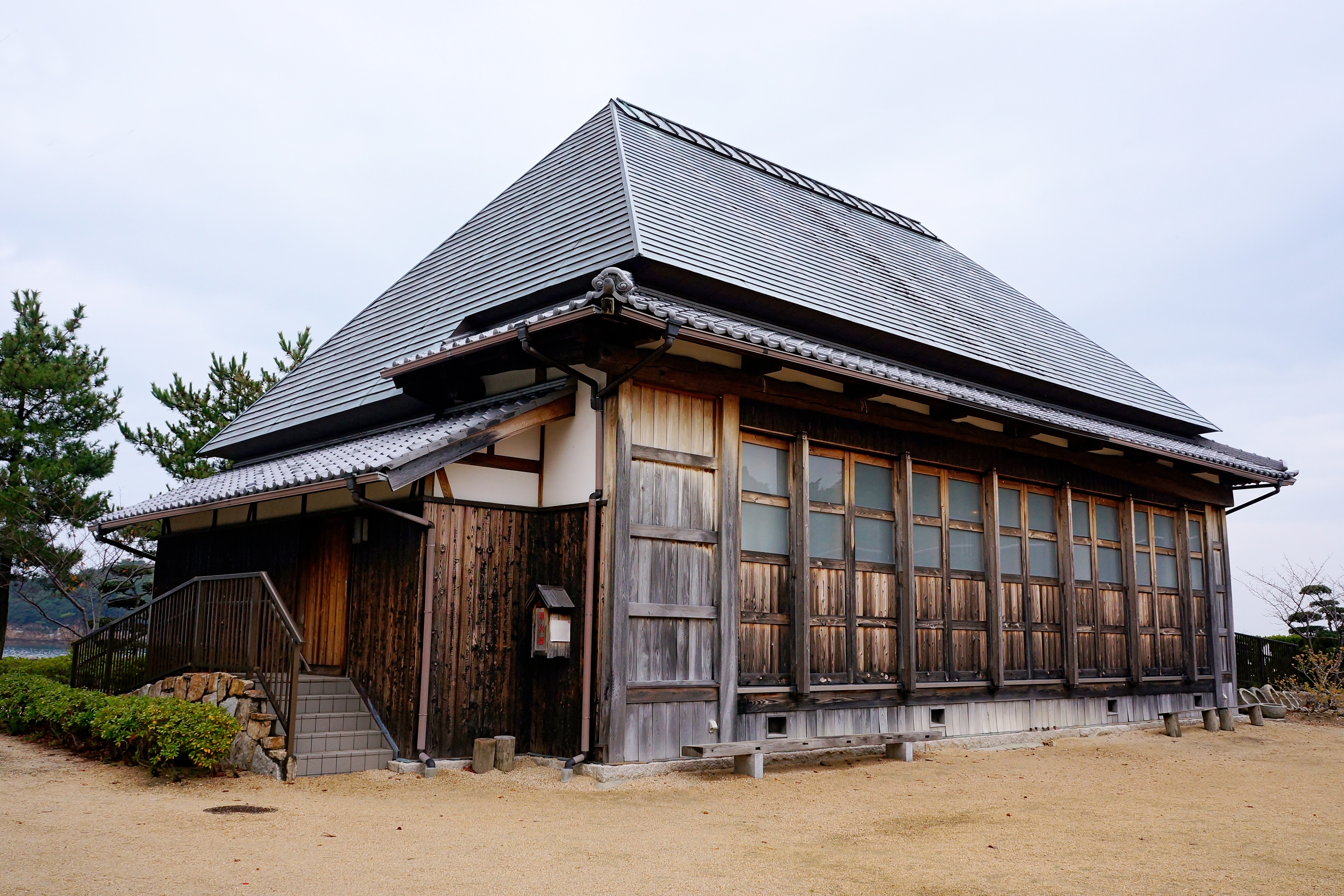
小海の舞台棟
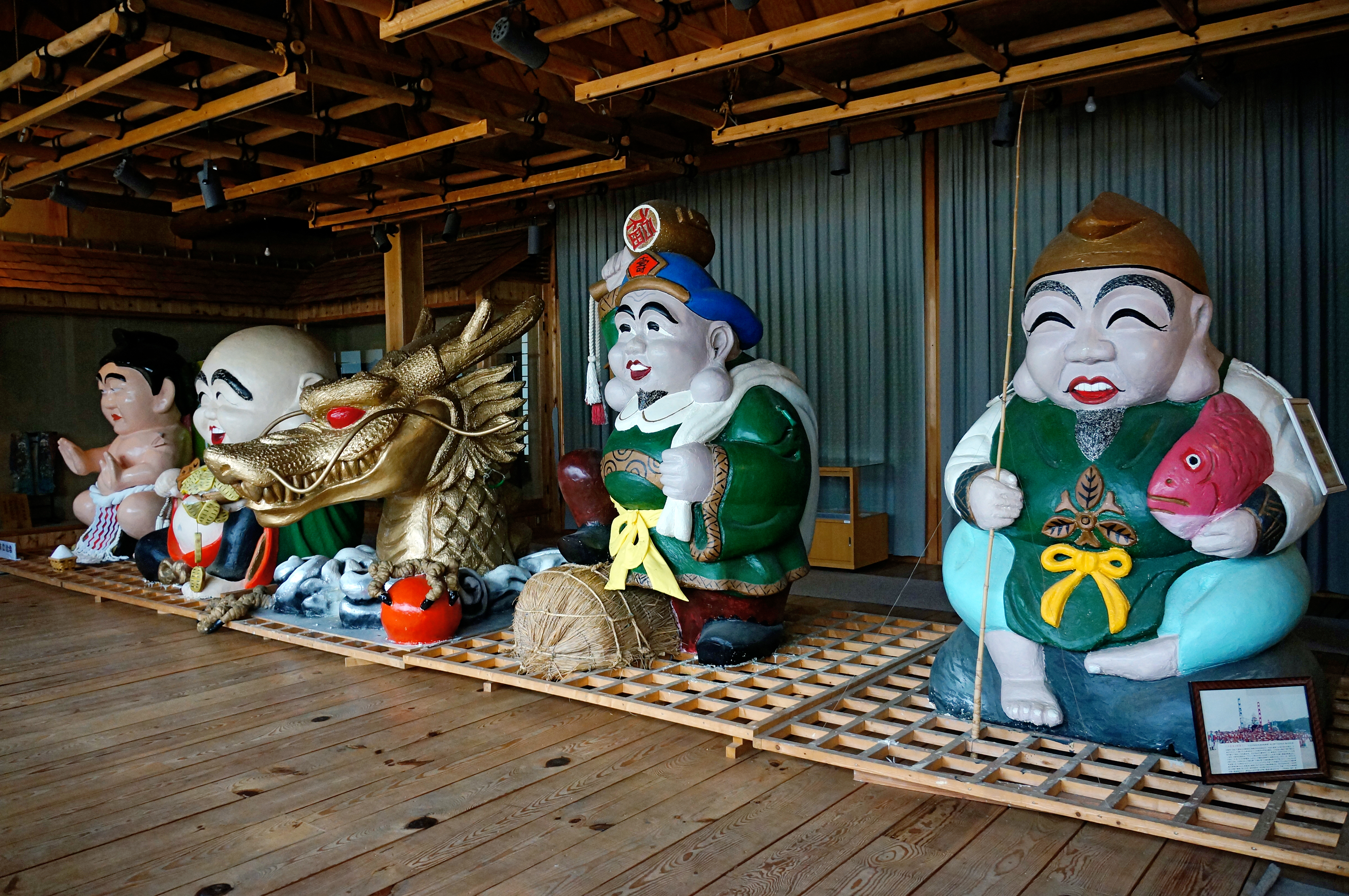
小海の舞台棟内部
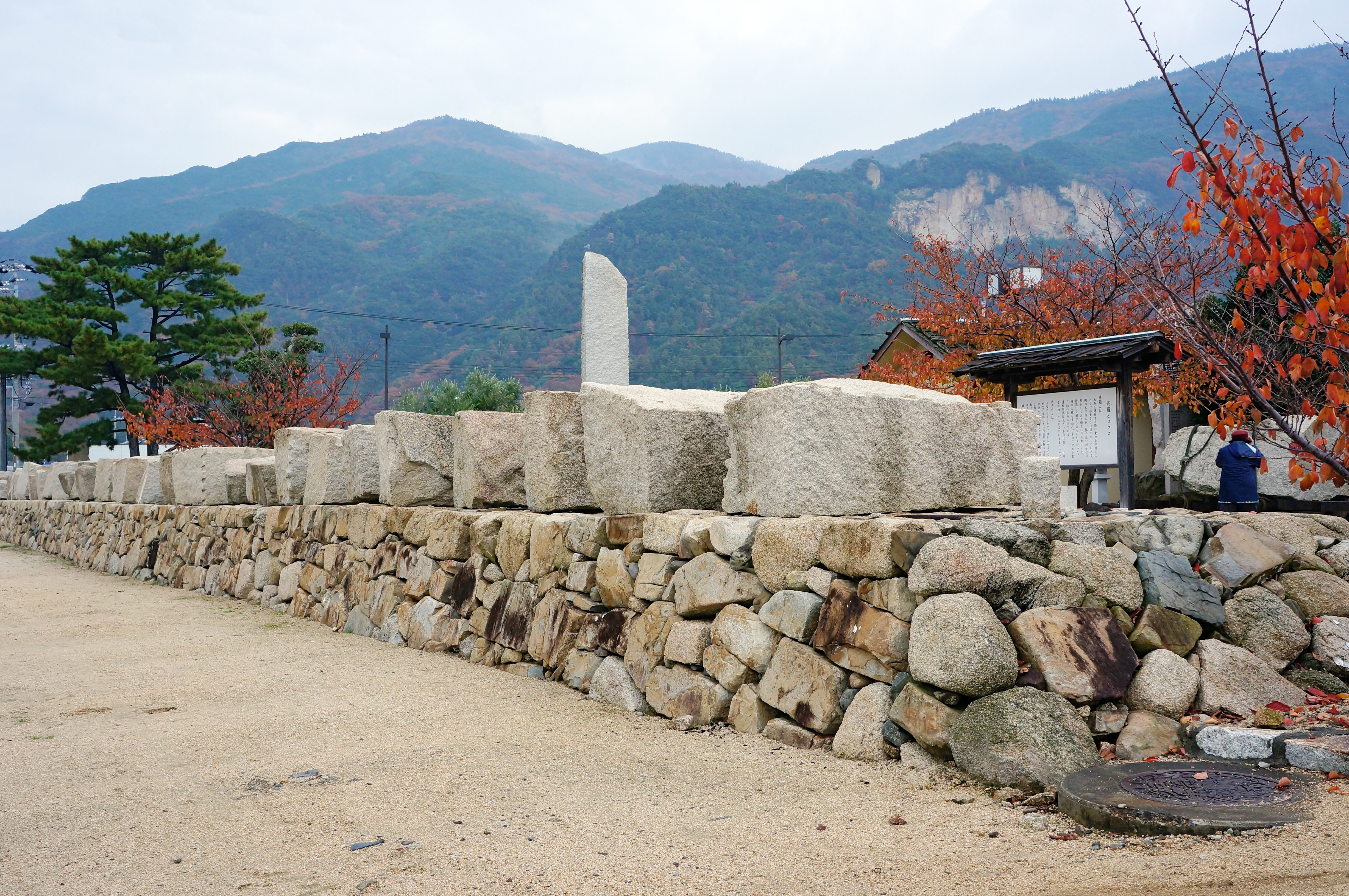
大阪城築城残石群

## 大坂城残石資料館の利用情報
- 開館時間：9:00 - 16：30
- 休館日：12月29日 - 1月3日
- 入館料：無料

## 交通アクセス
- 大部港から小豆島オリーブバスで8分の「小海」下車、徒歩2分
- 土庄港から小豆島オリーブバスで23分の「小海」下車、徒歩2分
- ヨットやボートでの来場者は、隣接する北浦港ビジターハーバーを利用可

## 史跡「大坂城石垣石切とび越丁場跡および小海残石群」
「大坂城石垣石切とび越丁場跡および小海残石群」は1971年（昭和46年）4月30日に香川県の史跡に指定された。とび越丁場跡（土庄町小海釿石）と小海残石群（土庄町小海波止）をまとめた史跡である。
小豆島には大坂城石垣に関する複数の石切場（丁場）がある。小豆島町岩谷地区にある島内最大の遺跡（天狗岩丁場跡）が「大坂城石垣石丁場跡 小豆島石丁場跡」が国史跡に指定されている（1972年の指定時には「大坂城石垣石丁場跡」という名称であったが、2018年に兵庫県西宮市甲山町の石切場（徳川大坂城東六甲採石場の一部）が「大坂城石垣石丁場跡 東六甲石丁場跡」として追加指定され、名称変更された）。
このほか、土庄町内には県・町指定史跡として以下がある。
- 大坂城石垣石切千軒丁場跡（千軒地区） - 県指定史跡[2][3]
- 大坂城石垣石切小瀬原丁場跡（小海地区平尾） - 県指定史跡[2][3]
- 大坂城石垣石切とびがらす丁場跡（小海地区） - 町指定史跡[3]
- 大坂城石垣石切宮ノ上丁場跡（小海地区） - 町指定史跡[3]
- 大坂城石垣石切北山丁場跡（小海地区） - 町指定史跡[3]

## 周辺の史跡
- 小海の高札場（町指定史跡）
- 雲胡庵（小豆島八十八箇所霊場78番）
- 王子神社（社叢は県指定天然記念物）

## 友好公園

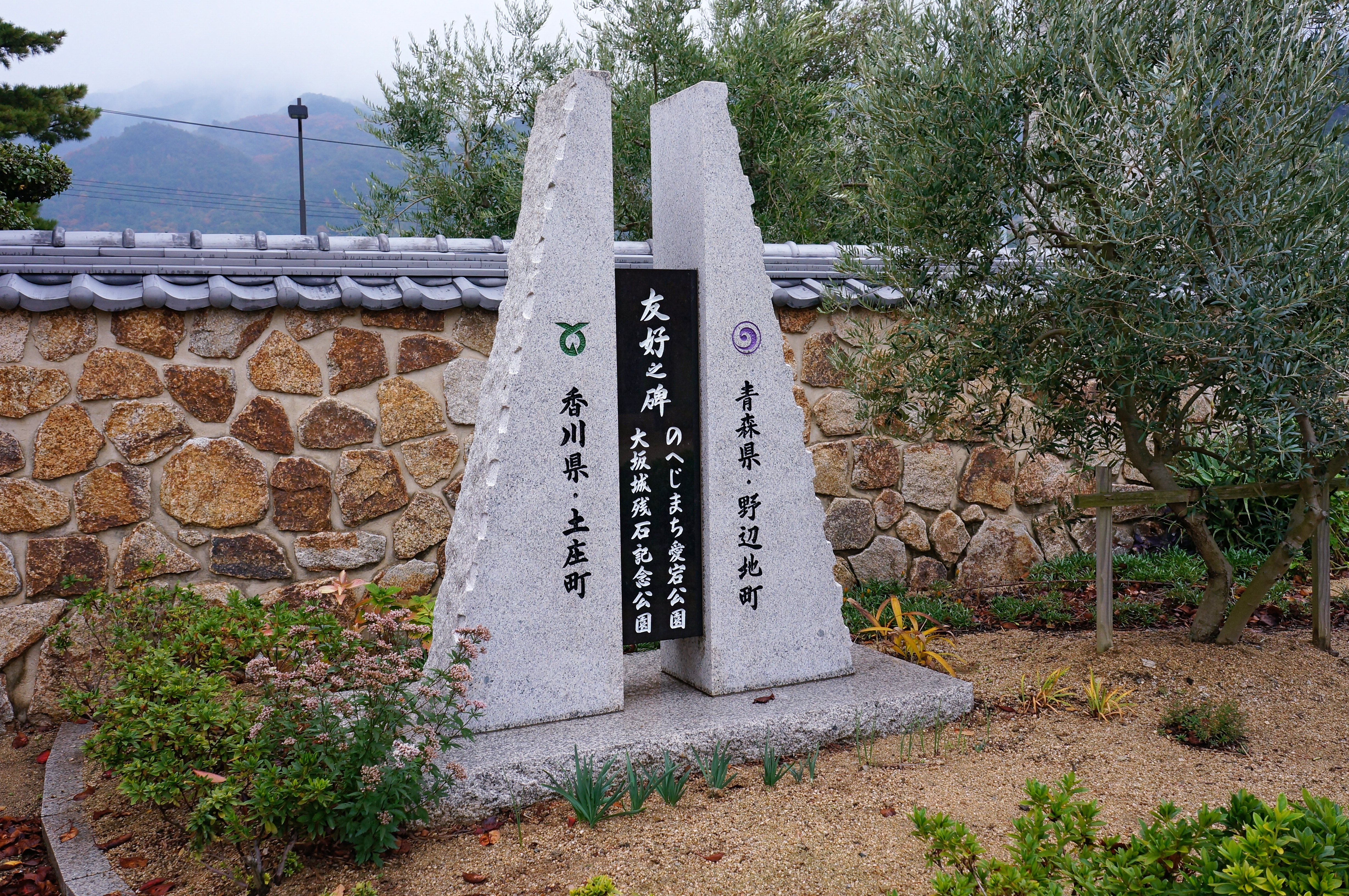
大坂城残石公園にある「友好之碑」。野辺地の愛宕公園にもほぼ同一のものが設置されている。

青森県野辺地町の町立愛宕（あたご）公園と、2010年（平成22年）10月10日に「友好公園」協定を締結している。愛宕公園に土庄町小海産の花崗岩が使用されている縁。もともと野辺地の町内で敷石として用いられていた石材で、1935年（昭和10年）に道路舗装とともに取り外されたが、一部が愛宕公園の石段などに転用されたという。
野辺地は木材の積出港として栄えた町で、木材を関西地方に運んだ北前船は復路にバラストとして石を積載した。幕末から明治にかけての野辺地の有力北前船主野村治三郎が持ち船に積んで持ち帰った石を町内に敷設したという。